# Gabriel Ovidio Curuchet
Gabriel Ovidio Curuchet (Buenos Aires, 24 de juny de 1963) és un ciclista argentí especialista en el ciclisme en pista. Els seus principals èxits foren les tres medalles al Campionat del món de madison, juntament amb el seu germà Juan.

## Palmarès en ruta
- 1985
  -  Campió de l'Argentina en ruta
- 1991
  - Vencedor d'una etapa a la Volta a l'Argentina
- 2000
  -  Campió de l'Argentina en ruta

## Palmarès en pista
- 1999
  - 1r als Jocs Panamericans en Persecució
- 1995
  - 1r als Sis dies de Mar del Plata (amb Juan Curuchet)
- 1999
  - 1r als Jocs Panamericans en Madison (amb Juan Curuchet)
  - 1r als Sis dies de Buenos Aires (amb Juan Curuchet)
- 2000
  - 1r als Sis dies de Buenos Aires (amb Juan Curuchet)

### Resultats a laCopa del Món en pista
- 1996
  - 1r a Cali i a l'Havana, en Madison
- 1998
  - 1r a Cali, en Madison
- 1999
  - 1r a Frisco i València, en Madison